# ВИЗ (остановочный пункт)
ВИЗ — остановочный пункт Свердловской железной дороги. Находится на 1811 км главного хода Транссиба, неподалёку от Верх-Исетского завода (ВИЗ), на границе Железнодорожного и Верх-Исетского районов Екатеринбурга, в непосредственной близости от микрорайона Заречный.
Остановка расположена практически параллельно улице Черепанова в 50—200 метрах от пересекающих главный ход Транссиба: путепровода по улице Бебеля, транспортной развязки по улице Халтурина, а также трамвайного путепровода, которые соединяют микрорайоны Заречный и Сортировка. С юго-западной стороны у пересечения улиц Черепанова и Бебеля расположена конечная остановка автобусов «Заречный».
Состоит из двух платформ. Одна из платформ — боковая, расположена со стороны улицы Черепанова, используется для посадки-высадки в электропоезда, следующие в направлении Екатеринбурга, на платформе находится пассажирское здание с билетными кассами. Вторая платформа — островная, для электропоездов, следующих из Екатеринбурга в направлении станции Екатеринбург-Сортировочный, расположена между нечётным пассажирским путём и грузовыми путями главного хода Транссиба, от которых отделена металлическим ограждением. Платформы соединены между собой пешеходным мостом, который используется также для прохода над грузовыми путями главного хода Транссиба к улице Чехова. Непосредственно за пешеходным мостом начинается чётная горловина станции Екатеринбург-Пассажирский.
На платформе останавливаются все проходящие через неё пригородные электропоезда, следующие в направлении Нижнего Тагила (в том числе скоростные электропоезда «Ласточка»/«Финист»), Каменска-Уральского, Камышлова, Кузино — Шали, Дружинино и юго-восточных районов г. Екатеринбурга, а также городской дизель-поезд в направлении пригородного района Верхней Пышмы. Билеты можно купить как в кассах, так и в терминалах самообслуживания.
Зачастую именуется как «Площадка ВИЗ», в частности, именно это название укоренилось в объявлениях остановок машинистами электропоездов и звучит при объявлениях остановок по автоинформаторам.
В 2012 году стал первым на Свердловской железной дороге объектом, где была установлена «Автоматизированная система контроля доступа пассажиров к поездам пригородных назначений». Внутри подвергшегося реконструкции пассажирского здания установлены турникеты. Вдоль боковой платформы, где расположено пассажирское здание, установлено высокое ограждение. На островной платформе установлены навесы, на которых размещена схема остановочных пунктов по главному ходу Транссиба от станции Шаля до станции Богданович.